# Tunja
Tunja là một khu tự quản thuộc tỉnh Boyacá, Colombia. Thủ phủ của khu tự quản Tunja đóng tại Tunja Khu tự quản Tunja có diện tích ki lô mét vuông. Đến thời điểm ngày 28 tháng 5 năm 2021, khu tự quản Tunja có dân số 180568 người.